# Rosi Sexton
Rosi Sexton (Versalles, 16 de julio de 1977) es una atleta, terapeuta deportiva, osteópata y política británica. Destacó por una carrera en las artes marciales mixtas (MMA) hasta su retiro en 2014. En 2020, se presentó a las primarias para optar al liderazgo del Partido Verde de Inglaterra y Gales, quedando segunda en la terna.

## Educación y primeros años
Sexton nació en la ciudad francesa de Versalles, pero se trasladó a Gran Bretaña a una edad temprana, y creció y recibió su educación en el Reino Unido. Estudió en la Kendrick School de Reading. Su padre comentó que "lo que caracteriza la vida de Rosi es la necesidad de ganar". Su profesor de física dijo que "Rosi es muy meticulosa en sus estudios y nada que no sea la perfección la satisface".

### Música
Sexton era músico y tocó con la Orquesta Juvenil de Reading mientras estaba en la escuela (de 1991 a 1995). Alcanzó el séptimo grado en violonchelo y el octavo en piano, y luego se convirtió en asociada del London College of Music Examinations (piano). En noviembre de 1994, con 17 años, tocó en el Royal Albert Hall con la Reading Youth Orchestra.

### Matemáticas
En 1995, Sexton fue admitida en el Trinity College de la Universidad de Cambridge, donde se licenció en Matemáticas (1998). Su tutor fue Tim Gowers. Se decantó por las matemáticas puras: sus intereses particulares eran la lógica, la combinatoria y la teoría de números. A continuación se trasladó a la Universidad de Mánchester, donde obtuvo un máster en lógica matemática en 2000. A continuación realizó un doctorado en informática teórica. Su supervisor fue Harold Simmons, que ocupaba un puesto conjunto en la Escuela de Matemáticas y el Departamento de Informática, y con quien escribió dos artículos: Point-sensitive and point-free patch constructions y An ordinal indexed hierarchy of separation properties. El primero de estos trabajos tiene ocho citas. Los intereses académicos de Sexton han sido discutidos en una entrevista por David Colquhoun.

## Actividad política
En mayo de 2019, Sexton fue elegida concejala del Partido Verde de Inglaterra y Gales en el distrito de Shirley West del Consejo del Distrito Metropolitano de Solihull. En las mismas elecciones, su compañero Stephen Caudwell fue elegido concejal del Partido Verde para el distrito de Castle Bromwich. Se presentó en Solihull como candidata parlamentaria en las elecciones generales de 2019, perdiendo ante Julian Knight y quedando en cuarto lugar con el 3,7 % de los votos.
El 28 de junio de 2020, se anunció que Sexton se presentaría como candidata en las elecciones a la dirección del Partido Verde de Inglaterra y Gales. Se creó una página web para su campaña. Los resultados se anunciaron el 9 de septiembre de 2020: Sexton quedó en segundo lugar, derrotada por los líderes Jonathan Bartley y Siân Berry.

## Carrera en las artes marciales mixtas
Sexton se dedicaba a las artes marciales mixtas desde que iba a la escuela. Ya tenía grados dan en jūjutsu y taekwondo. En el año 2000, tras 10 años de experiencia en artes marciales, decidió entrenarse en artes marciales mixtas y jiu-jitsu brasileño, como forma de demostrarse a sí misma que lo que había aprendido era aplicable a la vida real. Una pista de la razón de este cambio de carrera puede encontrarse en su comentario: "Las otras cosas que hacía, la música, las matemáticas, no eran lo suficientemente duras".
Al mismo tiempo, se formó en osteopatía, licenciándose en esa materia por la Universidad de Oxford Brookes en 2010 y ejerciendo en la zona de Birmingham (Solihull), con un interés particular en las lesiones deportivas y la práctica basada en la evidencia. Ha escrito sobre el problema de las drogas para mejorar el rendimiento (dopaje) en los deportes de combate, y es partidaria de la Asociación Voluntaria Antidopaje. Es portavoz de SafeMMA, una organización dedicada a garantizar la seguridad de los competidores, y dirige una clínica de lesiones en deportes de combate. En 2018, con 41 años, fue ascendida a cinturón negro en BJJ por Paul Rimmer.

### Comienzos en las MMA
Sexton debutó en las artes marciales mixtas el 11 de mayo de 2002. Ganó sus cinco primeros combates antes de subir de peso para enfrentarse a Gina Carano el 15 de septiembre de 2006. Sexton fue derrotada por nocaut a finales del segundo asalto.

### BodogFight
Sexton debutó en BodogFight el 16 de diciembre de 2006 y derrotó a la especialista en sumisión brasileña Carina Damm con una barra de brazo al final del primer asalto.
El 17 de febrero de 2007, Sexton se enfrentó a la japonesa "Windy" Tomomi Sunaba en un evento de BodogFight en Costa Rica. Sexton ganó el combate por decisión técnica en el segundo asalto después de que Sunaba sufriera una grave lesión en el tobillo.
Sexton luchó una vez más para BodogFight y sometió a la rusa Julia Berezikova el 24 de agosto de 2007.

### EliteXC
Sexton firmó un contrato exclusivo de tres combates con Elite XC en junio de 2008. Se enfrentó a Debi Purcell en el evento ShoXC del 15 de agosto de 2008 en Friant (California), y derrotó a Purcell por decisión dividida.

### Bellator Fighting Championships
Tras la desaparición de Elite XC, Sexton debutó con Bellator Fighting Championships en Bellator 12 el 19 de junio de 2009. Sometió a Valerie Coolbaugh con una barra de brazo en el primer asalto.
Sexton tenía programado enfrentarse a Ángela Magaña en CWFC 37: Right To Fight el 22 de mayo de 2010, pero Magaña sufrió una lesión y Sexton fue emparejada con Emi Fujino. Sin embargo, debido a que Sexton volvió a firmar con Bellator, su pelea en CWFC fue cancelada.
Sexton se enfrentó a Zoila Gurgel en Bellator 23 el 24 de junio y fue derrotada por nocaut a los dos minutos exactos del primer asalto.
Como resultado de la derrota por nocaut, Sexton recibió una suspensión médica de 60 días y no compitió en el torneo femenino de 115 libras de Bellator.

### Cage Warriors Fighting Championship
Sexton volvió a enfrentarse a Sally Krumdiack en el Cage Warriors Fighting Championship 39, el 27 de noviembre de 2010 en Cork (Irlanda), y ganó por nocaut técnico en el segundo asalto.
Sexton se enfrentó a Roxanne Modafferi en el Cage Warriors Fighting Championship 40 el 26 de febrero de 2011. Derrotó a Modafferi por decisión unánime.
Sexton estaba programada para enfrentarse a Sheila Gaff en el Cage Warriors Fighting Championship 43 el 9 de julio de 2011 por el Campeonato Femenino de Peso Supermosca de Cage Warriors en las 125 libras. Sin embargo, sufrió una conmoción cerebral durante el entrenamiento y se vio obligada a retirarse de la pelea.
El 2 de junio de 2012, Sexton se enfrentó a la irlandesa Aisling Daly en el Cage Warriors Fighting Championship 47. El combate formaba parte de un torneo para coronar a una campeona femenina de 125 libras de Cage Warriors. Sexton derrotó a Daly por decisión unánime para avanzar a la final del torneo.
Sexton tenía previsto enfrentarse a Sheila Gaff en la final del Cage Warriors Fighting Championship 49 el 27 de octubre de 2012 en Cardiff (Gales). En las semanas previas al combate previsto se realizaron pruebas antidopaje voluntarias de la Asociación Antidopaje (VADA). Sin embargo, el combate se canceló el 19 de octubre cuando Gaff se retiró por enfermedad.

### Ultimate Fighting Championship
Sexton subió de peso para debutar en la UFC en Winnipeg (Canadá), en UFC 161 contra Alexis Davis el 15 de junio de 2013. Sexton perdió la pelea por decisión unánime (29-28, 29-27 y 29-28).
El 26 de octubre de 2013, Sexton regresó al octágono y se enfrentó a Jéssica Andrade en el UFC Fight Night 30. Perdió la pelea por decisión unánime (30-26, 30-27 y 30-26). Sexton fue liberada de la promoción poco después de la pelea.
El 21 de junio de 2014, Sexton anunció su retirada de la competición de MMA.

### Registro en artes marciales mixtas
| Resultado | Récord | Oponente            | Método                      | Evento                                 | Fecha                    | Ronda | Tiempo | Localización    |
| --------- | ------ | ------------------- | --------------------------- | -------------------------------------- | ------------------------ | ----- | ------ | --------------- |
| Derrota   | 13–5   | Joanna Jędrzejczyk  | KO (golpe)                  | Cage Warriors Fighting Championship 69 | 7 de junio de 2014       | 2     | 2:36   | Londres         |
| Derrota   | 13–4   | Jéssica Andrade     | Decisión (unánime)          | UFC Fight Night: Machida vs. Munoz     | 26 de octubre de 2013    | 3     | 5:00   | Mánchester      |
| Derrota   | 13–3   | Alexis Davis        | Decisión (unánime)          | UFC 161                                | 15 de junio de 2013      | 3     | 5:00   | Winnipeg        |
| Victoria  | 13–2   | Aisling Daly        | Decisión (unánime)          | Cage Warriors: 47                      | 2 de junio de 2012       | 3     | 5:00   | Dublín          |
| Victoria  | 12–2   | Roxanne Modafferi   | Decisión (unánime)          | Cage Warriors: 40                      | 26 de febrero de 2011    | 3     | 5:00   | Londres         |
| Victoria  | 11–2   | Sally Krumdiack     | TKO (puñetazos)             | Cage Warriors 39: The Uprising         | 27 de noviembre de 2010  | 2     | 4:07   | Cork            |
| Derrota   | 10–2   | Zoila Frausto       | KO (rodilla y puñetazos)    | Bellator 23                            | 24 de junio de 2010      | 1     | 2:00   | Louisville      |
| Victoria  | 10–1   | Valerie Coolbaugh   | Sumisión (armbar)           | Bellator 12                            | 19 de junio de 2009      | 1     | 3:40   | Hollywood       |
| Victoria  | 9–1    | Debi Purcell        | Decisión (split)            | ShoXC: Hamman vs. Suganuma 2           | 15 de agosto de 2008     | 3     | 3:00   | Friant          |
| Victoria  | 8–1    | Julia Berezikova    | Sumisión (armbar)           | BodogFight: Vancouver                  | 24 de agosto de 2007     | 2     | 1:49   | Vancouver       |
| Victoria  | 7–1    | Tomomi Sunaba       | Decisión técnica (unánime)  | BodogFight: Costa Rica                 | 17 de febrero de 2007    | 2     | 1:05   | San José        |
| Victoria  | 6–1    | Carina Damm         | Sumisión (armbar)           | BodogFight: St. Petersburg             | 16 de diciembre de 2006  | 1     | 4:15   | San Petersburgo |
| Derrota   | 5–1    | Gina Carano         | KO (golpe)                  | World Pro Fighting Championships 1     | 15 de septiembre de 2006 | 2     | 4:55   | Las Vegas       |
| Victoria  | 5–0    | Dina Van den Hooven | TKO (corner stoppage)       | CWFC: Strike Force 4                   | 26 de noviembre de 2005  | 3     | 5:00   | Tierras Medias  |
| Victoria  | 4–0    | Kelli Salone        | Sumisión (armbar)           | P & G 1: Pride and Glory 1             | 1 de febrero de 2004     | 1     | 3:45   | Cardiff         |
| Victoria  | 3–0    | Carla O'Sullivan    | Sumisión (rear-naked choke) | CWFC 3: Cage Warriors 3                | 16 de marzo de 2003      | 1     | N/A    | Hampshire       |
| Victoria  | 2–0    | Serena Saunders     | Sumisión (armbar)           | CWFC 1: Armageddon                     | 27 de julio de 2002      | 1     | 0:40   | Londres         |
| Victoria  | 1–0    | Angela Boyce        | Sumisión (armbar)           | G & S 5: Grapple & Strike 5            | 11 de mayo de 2002       | 3     | N/A    | Worcester       |

## Vida personal
Sexton tiene un hijo. En 2010, obtuvo el título de osteópata tras completar su licenciatura en Osteopatía en la Universidad de Oxford Brookes. Es una apasionada de la escalada, habiendo escalado la presa de Luzzone, en Suiza, en 2017. La escalada fue patrocinada en beneficio de la organización benéfica Mind.